# Katedra Notre-Dame du Glarier w Sionie
Katedra Notre-Dame du Glarier w Sionie (fr. Cathédrale Notre-Dame du Glarier de Sion) – rzymskokatolicka katedra Diecezji Sion w Szwajcarii. Mieści się przy ulicy Rue de la Cathédrale w mieście Sion.
Zbudowana w stylu gotyckim od XV do XVI wieku. W latach 1947–1948 przedłużono chór o dwa przęsła w kierunku wschodnim i wybudowano kaplicę św. Andrzeja Apostoła jako przedłużenie wschodnie transeptu. W 1986 przeprowadzono gruntowną restaurację budowli.